# ダニエル (ロケット)
ダニエル（Daniel）はフランスの実験用ロケット。
3段式ロケットで、1959年から1961年の間にIle de Levantから3度打ち上げられた。

## データ
- 1段目: SPRAN-50
- 2段目: ジェリコ
- 3段目:メラニー
- 全重量: 1,000 kg
- 全長: 8.40 m
- 直径: 0.40 m
- 高度: 130 km
- 初発射: 1959-01-27
- 最終発射: 1961-10-09
- 発射回数: 3